# كينت جونز (مغني)
كينت جونز (بالإنجليزية: Kent Jones) هو مغني أمريكي، ولد في 14 أبريل 1993 في تالاهاسي في الولايات المتحدة.

## وصلات خارجية
- كينت جونز على موقع ميوزك برينز (الإنجليزية)
- كينت جونز على موقع أول ميوزيك (الإنجليزية)
- كينت جونز على موقع ديسكوغز (الإنجليزية)